# Extinción (óptica mineralógica)

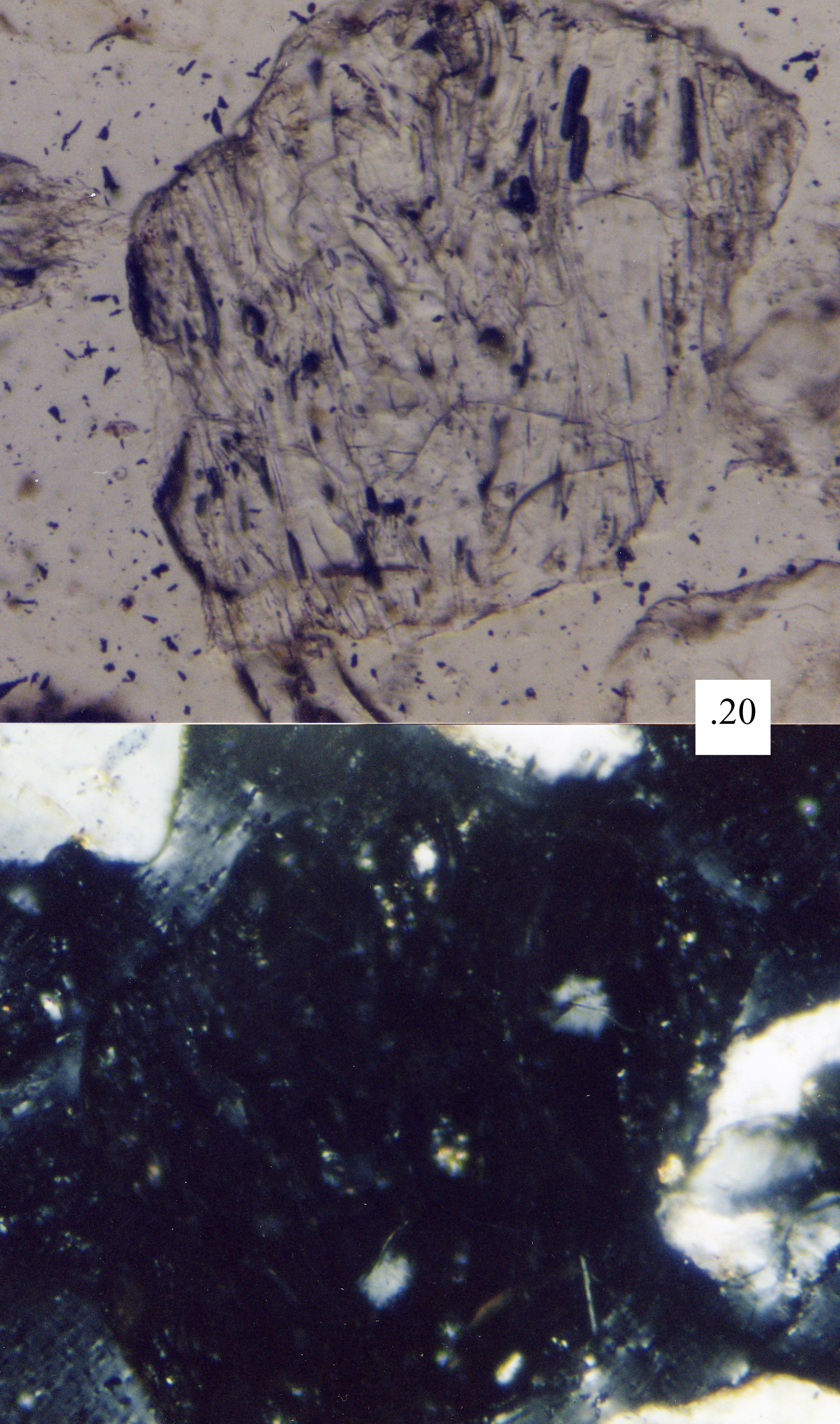
Un grano de arena de vidrio volcánico bajo el microscopio petrográfico. Su naturaleza amorfa provoca la extinción con luz polarizada cruzada (imagen inferior), por lo que no presenta un ángulo de extinción determinado. Escala del recuadro en milímetros.

Extinción ondulante en un cuarzo.

Extinción es un término utilizado en petrología y mineralogía ópticas que describe el paso a la opacidad de una sección delgada de un mineral en un microscopio petrográfico al ser girada cuando es iluminada con luz polarizada cruzada. Los minerales isótropos, opacos como los minerales metálicos, o translúcidos como los materiales vítreos, no muestran este fenómeno (son permanentemente opacos o translúcidos). Los minerales anisótropos muestran una extinción cada 90 grados de rotación.

## Ángulo de extinción
El ángulo de extinción es la divergencia entre la dirección de exfoliación de un mineral y la posición donde se produce la extinción. Para determinarlo, basta con alinear un eje de la muestra con el punto de mira del microscopio, y girarla hasta que se produce la extinción. El número de grados rotado es el ángulo de extinción cuando está comprendido entre 0 y 89 grados; 90 grados se consideran equivalentes a cero grados, y se denominan extinción paralela. En consecuencia, se considera una extinción oblicua cuando el ángulo medido está comprendido entre 1 y 89 grados.
Minerales con dos direcciones de exfoliación pueden tener dos ángulos de extinción, con extinción simétrica cuando presentan ángulos múltiples iguales. Los minerales que carecen de planos de exfoliación o de direcciones de elongación no presentan un ángulo de extinción.
Por otro lado, los minerales con extinción ondulante, zonación de soluciones sólidas, u otros factores (por ejemplo, la extinción en ojo de perdiz que presenta la mica), pueden dificultar la determinación precisa del ángulo de extinción.